# Sandro Baganzani
Alessandro Baganzani, detto Sandro (Verona, 8 febbraio 1889 – Verona, 28 gennaio 1950), è stato un poeta, giornalista e insegnante italiano.
Dopo il liceo classico, nel 1911 si laurea in Lettere e Filosofia all'Università di Bologna (dove era docente Giovanni Pascoli) e inizia ad insegnare nei licei, prima a Rovigo, poi ad Adrano in provincia di Catania. Nel 1913 sposa Wanda Poli, che gli darà tre figli, due dei quali morti in tenera età.
Nel 1916 si arruola volontario per partecipare alla prima guerra mondiale, supera il corso ufficiali e viene inquadrato nel 6º Reggimento alpini come aspirante ufficiale e poi sottotenente, combattendo sul Monte Grappa. L'anno successivo è promosso tenente e riceve una medaglia di bronzo al valor militare per la sua condotta durante la battaglia del monte Ortigara, nella quale rimane ferito. Appena guarito, chiede ed ottiene di tornare al fronte, ma nel gennaio 1918 viene preso prigioniero sull'Altopiano di Asiago e condotto al campo di prigionia di Mauthausen.
Rientrato in Italia dopo la fine della guerra, insegna di nuovo brevemente a Rovigo e dal 1920 al liceo ginnasio "Scipione Maffei" di Verona.
Iscrittosi al Partito Nazionale Fascista, dal 1926 al 1929 è assessore alla cultura del comune di Verona. Dal 1928 dirige il quotidiano L'Arena, ma è costretto alle dimissioni l'anno successivo, per aver pubblicato una vignetta del noto pittore veronese Angelo Dall'Oca Bianca, che satireggiava la tassa sul celibato, introdotta in quegli anni dal regime fascista. È poi vicepresidente della provincia di Verona dal 1929 al 1932, anno in cui abbandona la politica attiva.
Si dedica all'attività poetica fin dalla giovinezza, pubblicando alcune raccolte di versi in dialetto veronese. Dal dopoguerra scrive soprattutto in lingua, dedicandosi ai temi della vita agreste (amava soggiornare nella tenuta di famiglia a Turano-San Briccio, in comune di Lavagno) e della sua esperienza negli Alpini, e si fa conoscere per i suoi elzeviri pubblicati sui diversi periodici con cui collabora. Le sue poesie hanno diffusione anche in Francia, per merito dell'amico Lionello Fiumi che ne cura la traduzione.
Dopo la morte nel 1950 per un tumore al pancreas, le sue opere caddero nell'oblio: le commedie rimangono tuttora inedite, mentre i racconti sono stati riscoperti e pubblicati nel 2011.

## Opere
In dialetto veronese:
- Ciari e scuri, Taddei, Ferrara, 1907
- Da l'album de Nina, 1911

In lingua:
- Arie paesane, 1920
- Lucciole, grilli e barbagianni. Novelle, Milano, Alpes, 1921 (favole per l'infanzia)
- Senzanome, 1924
- Trincee, 1939
- Poesie scelte, a cura di Lionello Fiumi, edizioni di "Vita Veronese", 1951
- La casa illuminata e altri racconti inediti, a cura di G. Volpato, Verona, Università degli Studi di Verona, 2011